# Hälsolitteracitet
Hälsolitteracitet står för de kognitiva och sociala färdigheter som är avgörande för människors motivation och förmåga att få tillgång till, förstå och använda information på ett sätt som främjar och bibehåller en god hälsa. Mer specifikt så är hälsolitteracitet relaterat till läskunnighet och har med människors kunskap, motivation och förmåga att få tillgång till, förstå, värdera och tillämpa hälsoinformation för att kunna göra bedömningar och ta beslut i vardagen som har med sjukvård, sjukdomsprevention och hälsopromotion att göra, för att bibehålla och förbättra livskvalitén under hela livet. Vidare kan hälsolitteracitet beskrivas som förmågan att fatta sunda beslut i vardagslivet, hemma, i samhället, på skolan, i arbetet, i hälso- och sjukvården, på handelsmarknaden och på den politiska arenan. Det är en kritisk självbestämmande strategi för att öka människors kontroll över hälsan, förmågan att söka upp information samt ansvarstagande.
Hälsolitteracitet delas vanligen in i tre dimensioner, funktionell, kommunikativ och kritisk hälsolitteracitet. Funktionell hälsolitteracitet står för läs- och skrivfärdigheter för att förstå hälsoinformation. Det kan t.ex. handla om att använda läkemedel på ett korrekt sätt. Kommunikativ hälsolitteracitet innefattar färdigheter att använda ny terminologi, tillämpa ny kunskap i målsättning och problemlösning och att dela med sig av nyförvärvad kunskap gällande hälsofrågor. Kritisk hälsolitteracitet innefattar färdigheter att uppfatta, känna igen, förstå, analysera, värdera och välja adekvat hälsoinformation. Ett annat sätt att dela in hälsolitteracitet är att se det som ett polariserat fenomen med fokus på personliga färdigheter eller som ett komplext fenomen där fokus ligger på det komplexa sammanhanget. Sett på detta sätt är hälsolitteracitet ett föränderligt fenomen, det är sammanhanget som avgör om en persons kunskap, färdigheter och förmåga bidrar till hälsolitteracitet.

## Hälsolitteracitet inom hörselvården
Hälsolitteracitet spelar en särskilt viktig roll inom hörselvården. Förmågan att söka, förstå och använda information om hörselnedsättning påverkar hur personer tolkar symtom, värderar behandlingsalternativ och fattar beslut om rehabilitering.
Låg hälsolitteracitet är vanligt bland äldre individer och personer med begränsad utbildningsbakgrund, två grupper där hörselnedsättning är särskilt förekommande. Personer med låg digital kompetens har också svårare att bedöma trovärdigheten i onlinekällor och att förstå medicinska termer.
Enligt modellen eHealth Literacy Model påverkar individens digitala och kognitiva färdigheter direkt hur väl hälsoinformation kan tillgodogöras och omsättas i praktiken.